# گراخک
گُراخْک، روستایی در دهستان ابرده بخش شاندیز شهرستان بینالود استان خراسان رضوی ایران است.

## جمعیت
بر پایه سرشماری عمومی نفوس و مسکن در سال ۱۳۹۵ جمعیت این روستا ۷۴۲ نفر (در ۲۵۸ خانوار) بوده است.